# 加雷西奥
加雷西奥（義大利語：Garessio），是意大利库内奥省的一个市镇。总面积131.01平方公里，人口3439人，人口密度26.2人/平方公里（2009年）。ISTAT代码为004095。